# Lacoste

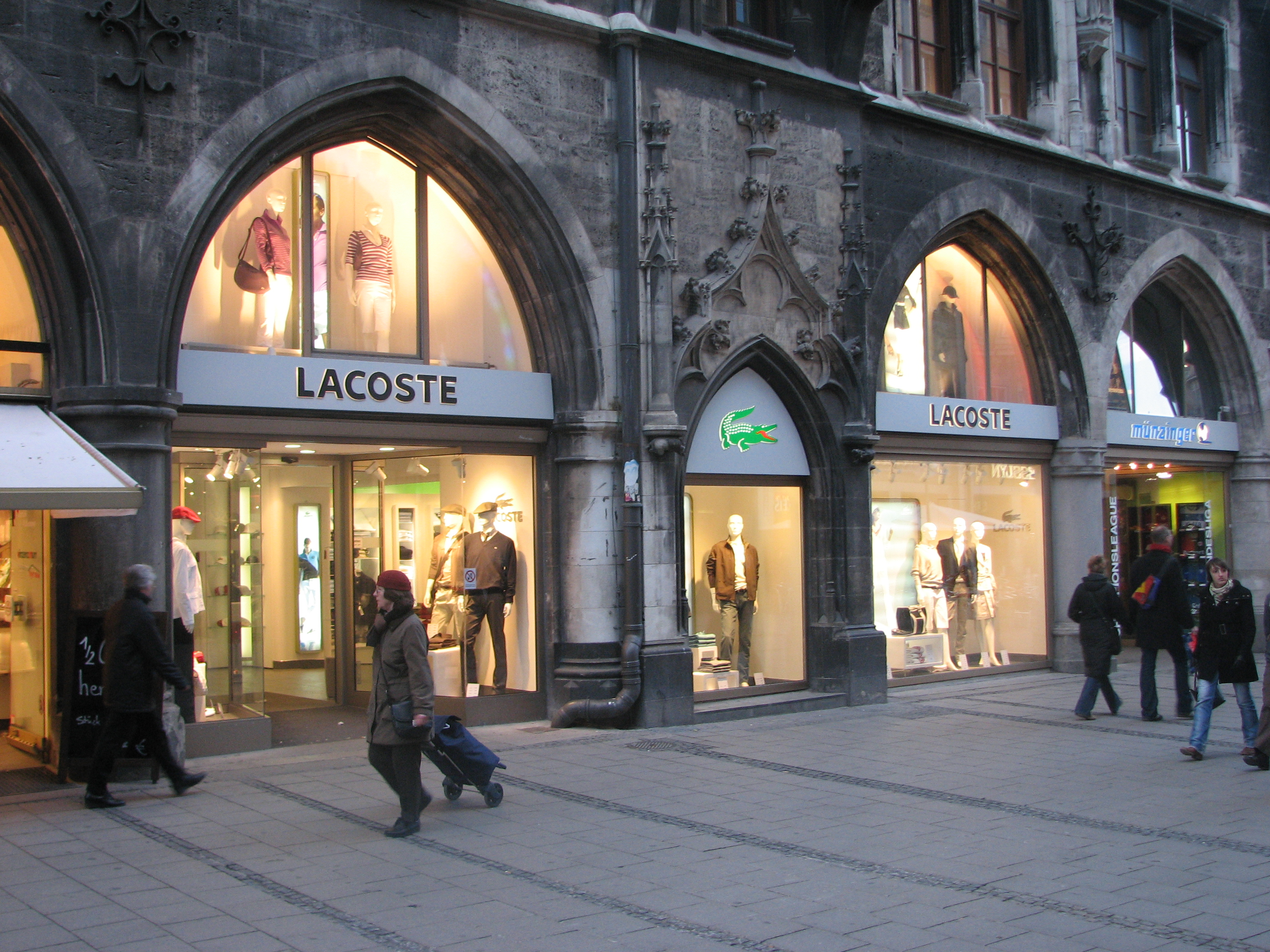
Magazinul Lacoste în München.

Lacoste este o companie de vestimentație de calitate superioară înființată în 1933 de către jucătorul de tenis René Lacoste. Produce și comercializează haine, în special tricouri de tenis, încălțăminte, parfumuri, produse de piele, ceasuri de mână și ochelari, marcate prin logo-ul distinctiv prezentând crocodilul. Compania se află în proprietatea familiei Lacoste și are sediul în Paris.